# Melanitis despoliata
Melanitis despoliata är en fjärilsart som beskrevs av Hans Fruhstorfer 1908. Melanitis despoliata ingår i släktet Melanitis och familjen praktfjärilar. Inga underarter finns listade i Catalogue of Life.